# Prospekt Vernadskogo (metrostation Moskou, TPK)
Prospekt Vernadskogo (Russisch: Проспект Вернадского ) is een station aan de Grote Ringlijn van de Moskouse metro dat op 7 december 2021 werd geopend. Het is onderdeel van het bouwdeel Prospekt Vernadskogo – Aminjevskoje Sjosse dat in 2021 is opgeleverd. 

## Ligging en ontwerp
Het station ligt ondergronds parallel aan de Oedaltsova Oelitsa haaks op het gelijknamige station van de Sokolnitsjeskaja-lijn bij het kruispunt met de Prospekt Vernadskogo. De beide uiteinden van het perron zijn met roltrappen verbonden met voetgangerstunnels onder de Oedaltsova Oeliisa die op hun beurt toegangen op straat hebben. In het midden van het perron zijn trappen naar een tussenhal die met roltrappen is verbonden met een verbindingstunnel naar het perron van de Sokolnitsjeskaja-lijn. Het station is een standaardontwerp voor het zuidwest kwadrant van de Grote Ringlijn en verschilt alleen qua kleurstelling. Hierbij zal vooral rood worden gebruikt als verwijzing naar de lijnkleur van de Sokolnitsjeskaja-lijn. 

## Chronologie
- 23 juni 2017 De Chinese aannemer CRCC begint met de bouw van het zuidwest kwadrant van de Grote Ringlijn.
- 19 september 2017 Aflevering van drie tunnelboormachines uit China voor de bouw van het traject  Prospekt Vernadskogo – Aminjevskoje Sjosse. Hierbij werd aangekondigd dat de bouw en installatie werkzaamheden eind 2019 gereed zouden zijn.
- 7 september 2018 Begin van het boren van de buitenste tunnel naar Mitsjoerinski Prospekt. De 1461 meter lange tunnel zou in februari 2019 gereed zijn.
- 7 december 2021, begin van de reizigersdienst.